# Энтропия языка
Энтропия языка — статистическая функция текста на определённом языке либо самого языка, определяющая количество информации на единицу текста.

## Определение
Условная энтропия текста, если известны вероятности появления одной буквы после последовательности из {\displaystyle n} предыдущих букв определяется по формуле:
{\displaystyle H_{n+1}=-\sum _{q=1}^{Q}\sum _{i=1}^{M}p(b_{q},a_{i})\log _{2}p_{q}(a_{i}),}
где {\displaystyle M} — число букв в алфавите языка, {\displaystyle b_{q}} — {\displaystyle q}-ая последовательность из {\displaystyle n} букв, предшествующая букве {\displaystyle a_{i}}, {\displaystyle p(b_{q},a_{i})} — совместная вероятность появления последовательности {\displaystyle b_{q}} и {\displaystyle a_{i}}, {\displaystyle p_{q}(a_{i})} — условная вероятность появления буквы {\displaystyle a_{i}} после последовательности {\displaystyle b_{q}}.
По определению принимают:
{\displaystyle H_{0}=\log _{2}M.}
Для {\displaystyle n=0}:
{\displaystyle H_{1}=-\sum _{i=1}^{M}p(a_{i})\log _{2}p(a_{i})},
где {\displaystyle p(a_{i})} — безусловная вероятность появления буквы {\displaystyle a_{i}}.
Согласно Клоду Шеннону, энтропия текста равна:
{\displaystyle H=\lim _{n\to \infty }H_{n+1}.}

## Примеры энтропий различных языков
Для английского текста без учетов пробелов и знаков пунктуации ({\displaystyle M=26}) значения {\displaystyle H_{n+1}} равны:
{\displaystyle H_{0}=4.7}, {\displaystyle H_{1}=4.14}, {\displaystyle H_{2}=3.56}, {\displaystyle H_{3}=3.3.}
Для русского текста без буквы «ё» ({\displaystyle M=32}):
{\displaystyle H_{0}=5}, {\displaystyle H_{1}=4.358}, {\displaystyle H_{2}=3.52}, {\displaystyle H_{3}=3.01.}
Шеннон предложил следующий способ для оценки {\displaystyle H=\lim _{n\to \infty }H_{n+1}}. Он предлагал людям угадывать букву {\displaystyle a_{i}} при условии, что им известны предыдущие {\displaystyle n} букв текста. Далее подсчитывалась вероятность, с которой эта буква была угадана и с какой попытки. В результате Шенноном было определено, что для английского текста при {\displaystyle n=100} величина {\displaystyle H_{n+1}} составляет от  0.6—1.3 бит/буква, что может быть принято за энтропию английского текста.
Также с помощью экспериментальных оценок установлено, что энтропия русского языка с учетом вероятностных связей между элементами равна 1.4 бит/буква для разговорной речи, 1.19 бит/буква для литературного текста, 0.83 бит/буква для делового текста. Энтропия французского языка с учетом вероятностных связей между элементами равна 1.5, 1.38, 1.22 бит/буква соответственно.